# Salvatore Rinella
Salvatore Marcello Rinella (Termini Imerese, 27 febbraio 1975) è un ex lottatore italiano.

## Biografia
Nato nel 1975 a Termini Imerese, in provincia di Palermo, gareggiava nella lotta libera, nei pesi medi (74 kg).
Nel 1997 e 2001 ha conquistato due medaglie di bronzo ai Giochi del Mediterraneo: nei 69 kg a Bari 1997, dove ha terminato dietro al turco Yüksel Şanlı e al siriano Ahmad Al-Osta, e nei 76 kg a Tunisi 2001, dove ha chiuso dietro al turco Fahrettin Özata e al greco Ioannis Athanasiadis.
A 29 anni ha partecipato ai Giochi olimpici di Atene 2004, nei 74 kg, vincendo 11-0 contro l'australiano Ali Abdo ma perdendo 4-2 con il bielorusso Murad Hajdaraŭ, non passando il girone eliminatorio e terminando 7º totale.
L'anno successivo ha vinto un altro bronzo ai Giochi del Mediterraneo di Almería 2005, nei 74 kg, dove ha terminato dietro al greco Theodosios Pavlidis e al turco Fahrettin Özata. Sempre nel 2005 ha vinto l'oro nei 74 kg ai Mondiali militari di Vilnius.
In carriera ha preso parte anche a 8 Mondiali (miglior piazzamento il 10º posto di Budapest 2005) e 9 Europei (miglior piazzamento il 5º posto di Budapest 2000).
Dopo il ritiro è diventato allenatore di lotta nella sua città di origine, Termini Imerese.

## Palmarès

### Giochi del Mediterraneo
- 3 medaglie:
  - 3 bronzi (Lotta libera 69 kg a Bari 1997, lotta libera 76 kg a Tunisi 2001, lotta libera 74 kg ad Almería 2005)